# امباتوسولا
امباتوسولا (به لاتین: Ambatosola) یک سکونتگاه مسکونی در ماداگاسکار است که در آندروی واقع شده‌است.

## خصوصیات
امباتوسولا ۸٬۰۰۰ نفر جمعیت دارد و ۴۹۲ متر بالاتر از سطح دریا واقع شده‌است.